# Cystodiaceae
Famille
Les Cystodiaceae (Cystodiacées) sont une famille de fougères ; elle comprend une seule espèce dans le genre Cystodium. 

## Étymologie
Le nom vient du genre Cystodium, dérivé du grec κύστις / kýstis, « vessie ; poche », en référence à l'indusie (fine membrane protégeant les sporanges) en forme de poche.

## Liste des genres
- Cystodium J.Sm. 1841